# SIAI S.52
Il SIAI S.52, citato talvolta come Savoia Marchetti S.52, fu un aereo da caccia monoposto, monomotore e biplano sviluppato dall'azienda aeronautica italiana Società Idrovolanti Alta Italia (SIAI) nei primi anni venti e rimasto allo stadio di prototipo.
Evoluzione del precedente SIAI S.50, fu realizzato per rispondere ad una specifica emessa dalla Regia Aeronautica, ma non riuscendo a imporsi sui concorrenti, concorso aggiudicato al Fiat C.R.1, dopo il fallito tentativo di proporlo sul mercato estero il suo sviluppo venne interrotto.

## Storia del progetto
Alla sua istituzione, nel 1923, la Regia Aeronautica emanò un concorso per la fornitura di un nuovo aereo da caccia di costruzione nazionale che potesse sostituire in servizio i Nieuport 29 costruiti in Italia su licenza e in dotazione ai reparti del servizio aeronautico del Regio Esercito, fino ad allora componente aerea terrestre del Regno d'Italia. Il nuovo modello avrebbe dovuto essere equipaggiato con un motore Hispano-Suiza HS 42, un 8 cilindri a V raffreddato a liquido, prodotto su licenza dalla Italia su base Hispano-Suiza 8Fb.
Alla selezione parteciparono almeno quattro aziende nazionali, la Breda con la sua divisione aeronautica, la Fiat Aviazione con un progetto autonomo e un secondo sviluppato dalla sua controllata Costruzioni Meccaniche Aeronautiche (CMASA), e la SIAI.
L'ufficio tecnico SIAI era affidato alla direzione dell'ingegnere Alessandro Marchetti che certo della validità del suo precedente progetto Marchetti MVT, poi SIAI S.50, volle riproporre il modello mantenendone l'impostazione generale, con l'originale velatura biplana dal piano alare inferiore posizionato sotto la fusoliera, aumentandone le dimensioni e l'apertura alare e modificando il disegno degli impennaggi di coda con uno più tradizionale.

## Utilizzatori
Italia
- Regia Aeronautica

 Paraguay
- Fuerza Aéreas del Ejercito Nacional Paraguayo